# لارا کرافت گو
{{Infobox video game
پ| title = لارا کرافت گو
| image = Lara croft go logo.png
| developer = Square Enix Montreal
| publisher = اسکوئر انیکس
| director = Daniel Lutz
| series = مهاجم مقبره
| engine = یونیتی
| platforms = آی‌اواس، اندروید، ویندوز فون، مایکروسافت ویندوز، پلی‌استیشن ۴، پلی‌استیشن ویتا، مک‌اواس، لینوکس
| released = iOS, Android & Windows Phone
- ج: 27 August 2015

Microsoft Windows
- ج: 27 August 2015
- ج: 4 December 2016 (Steam)

PlayStation 4, PlayStation Vita
- ج: 3 December 2016

macOS, Linux
- ج: 4 December 2016

| genre = بازی ویدئویی معمایی
| modes = بازی ویدئویی تک‌نفره
}}
لارا کرافت گو (انگلیسی: Lara Croft Go) نام یک بازی ویدئویی معمایی می باشد که بازیکن کنترل شخصیت لارا کرافت را برای حل پازلها بر عهده دارد. این بازی توسط اسکوئر انیکس در ابتدا برای اندروید، آی‌اواس و ویندوز فون منتشر شد. سپس یک سال بعد نسخه پلی‌استیشن ۴ و پلی‌استیشن ویتا آن منتشر شد.این بازی برنده جایزه بهترین بازی موبایل سال در جوایز بازی ۲۰۱۵ شد.